# Fundación Blas Infante

Escudo oficial de la Junta de Andalucía, diseñado por Blas Infante.

La Fundación Blas Infante es una fundación de carácter privado fundada en 1983 y que tiene como objetivo la difusión del conocimiento de la vida y obra de Blas Infante. Tiene su sede en la Casa del Rey Moro de Sevilla, en Andalucía, España. La fundación promueve la investigación del andalucismo histórico y sus figuras, así como su influencia en la política y sociedad andaluzas. Además de organizar seminarios, bibliotecas y filmotecas, concede becas de ayuda a los investigadores y entrega anualmente los Premios Memorial Blas Infante a trabajos de investigación sobre temas de Economía, Sociología, Antropología Social o Historia Contemporánea.

## Historia
La Fundación se constituyó el 21 de enero de 1983 y fue inscrita en la Sección 1ª del Registro de Fundaciones Privadas de carácter cultural con el número 1, por acta otorgada ante el notario Rafael Leña Fernández, bajo el nº 174 de su protocolo; por María de los Ángeles Infante García, en nombre de la familia de Blas Infante y Rafael Escuredo Rodríguez, presidente de la Junta de Andalucía, en nombre del Gobierno Andaluz.

## Fines de la fundación
- El estudio y conocimiento de la vida, la obra y el pensamiento de Blas Infante, como bases esenciales sobre las que surgió y se desarrolló del Ideal Andaluz.
- La investigación del nacimiento, configuración y despliegue de dicho Ideal Andaluz y del Andalucismo Histórico, de sus figuras y de sus múltiples vertientes, así como de su papel en la historia andaluza del siglo XX.
- La profundización en el análisis del proceso histórico de la autonomía andaluza, así como de la propia realidad autonómica que Andalucía ha logrado alcanzar.
- La difusión de la Cultura Andaluza, como raíz y razón de ser de su propia identidad.

## Sede

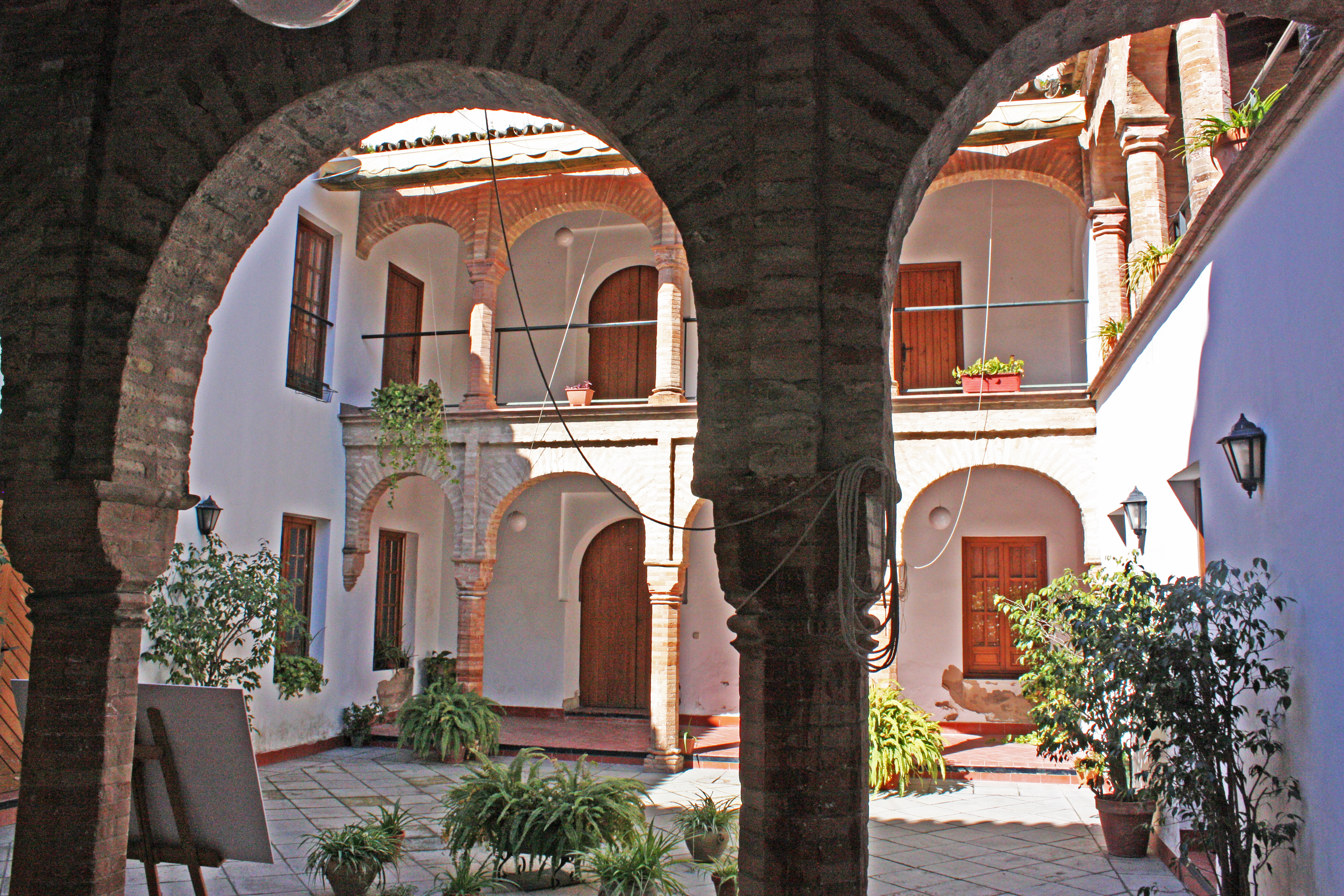
Patio de la Casa del rey Moro, calle Sol, Sevilla.

La Casa del rey Moro de Sevilla es un residencia burguesa del siglo XV, aunque no faltan elementos del siglo XVI. Se cree que debió estar habitada por algún miembro de la burguesía de la época de los Reyes Católicos, para convertirse más tarde, ya en pleno siglo XIX, en casa de vecinos. Su núcleo central es un patio cuadrado, situado en tercera crujía, al que rodean, de manera irregular, varias arcadas de ladrillo rebajados inscritos en alfices, que apoyan en pilares de variado y complejo diseño. Las dependencias de la casa se organizan en una crujía en torno al patio central. La escalera se sitúa en el ángulo inferior derecho, en una posición que permite articular patio y zaguán de entrada, situado este junto a la medianera de la casa colindante. El salón principal de la casa, en planta alta, ocupa la crujía de fachada y está cubierto con un artesonado con tirantes de estilo mudéjar.
Las obras de consolidación se iniciaron en 1972 a cargo del arquitecto Rafael Manzano y se continuaron en 1982, dirigidas por Alfonso Jiménez Martín.